# Karl Teodor Agrell
Karl Teodor Agrell, född 21 maj 1809 i Vänersborgs församling, Älvsborgs län, död 11 juli 1852 i Uddevalla församling, Göteborgs och Bohus län var en svensk häradshövding och riksdagsman.
Agrell var från 1842 verksam som borgmästare i Uddevalla stad. Vid riksdagen 1847/48 var han riksdagsman i borgarståndet för Uddevalla och Vänersborg. Han var då bland annat ledamot i lagutskottet.